# Астроцит
Астроцит (лат. astrocytus; от греч. άστρον — звезда и κύτος —клетка) — тип нейроглиальной клетки звёздчатой формы с многочисленными отростками. Совокупность астроцитов называется астроглией.
При некоторых условиях астроциты могут превращаться в нейроны.

## Развитие
В течение эмбрионального развития развитие астроцитов происходит путем ассиметричного деления радиальной глии, в результате которого образуются промежуточные глиальные клетки-предшественники, которые, в свою очередь, дают начало ранним пролиферирующим астроцитам, которые затем мигрируют по кортикальным слоям, продолжая пролиферировать.
В постнатальном периоде астроглиогенез происходит путем симметричного деления астроцитов и трансформации радиальной глии. 

## Функции астроглии
- Опорная и разграничительная функция — поддерживают нейроны и разделяют их своими телами на группы (компартменты). Эту функцию позволяет выполнять наличие плотных пучков микротрубочек в цитоплазме астроцитов.
- Трофическая функция — регулирование состава межклеточной жидкости, запас питательных веществ (гликоген). Астроциты также обеспечивают перемещение веществ от стенки капилляра до плазматической мембраны нейронов.
- Участие в росте нервной ткани: астроциты способны выделять вещества, распределение которых задает направление роста нейронов в период эмбрионального развития.
- Репаративная функция — при повреждении нервной ткани, например при инсульте, астроциты могут преобразовываться в нейроны[6].
- Участие в нейрональной миграции: в ростральном миграционном тракте астроциты образуют глиальные трубки, по которым нейробласты, образованные при взрослом нейрогенезе, продвигаются в обонятельную луковицу.
- Гомеостатическая функция — формирование глимфатического потока. Извлечение глутамата и ионов калия из синаптической щели после передачи сигнала между нейронами.
- Гемато-энцефалический барьер — защита нервной ткани от вредных веществ, способных проникнуть из кровеносной системы. Астроциты служат специфическим «шлюзом» между кровеносным руслом и нервной тканью, не допуская их прямого контакта.
- Модуляция кровотока и диаметра кровеносных сосудов — астроциты способны к генерации кальциевых сигналов в ответ на нейрональную активность. Астроглия участвует в контроле кровотока, регулирует высвобождение некоторых специфических веществ,
- Регуляция активности нейронов — астроглия способна высвобождать нейромедиаторы.
  - Регуляция медленноволновой активности во время сна[7][8].

## Виды астроцитов
Астроциты делятся на фиброзные (волокнистые) и плазматические. Фиброзные астроциты преимущественно находятся в белом веществе, характеризуются высоким содержанием глиального фибриллярного кислого белка, имеют слабоветвящиеся или совсем неветвящиеся длинные отростки, плазматические астроциты в основном находятся в сером веществе мозга, сильно ветвятся, имеют толстые короткие отростки.

## Модуляция кровотока и диаметра кровеносных сосудов
В ответ на активацию нейронов астроциты способны выделять вазоактивные вещества (вещества способные расширять либо сокращать кровеносные сосуды) простагландины, оксид азота (NO), циклооксигеназу COX1 и другие. Механизм выделения этих веществ различен.
- Основным фактором выделения этих веществ служит поглощение глутамата из синаптической щели. Глутамат может быть доставлен к астроцитам специальными переносчиками глутамата, он также может воздействовать на метаботропные рецепторы астроцитов. Воздействие на рецепторы астроцитов приводит к повышению в них концентрации ионов кальция Са2+, что впоследствии приводит к выделению вазоактивных веществ COX1. Механизм регуляции диаметра сосудов при транспорте глутамата переносчиками глутамата пока неизвестен.
- Кроме рецепторов глутамата астроциты также обладают рецепторами АТФ. Активация рецепторов АТФ приводит также к увеличению концентрации ионов кальция в астроцитах и выделению вазоактивных веществ.
- Поглощение астроцитами ионов калия из синаптической щели также приводит к выделению ими веществ, воздействующих на кровеносные сосуды.

## Регуляция активности нейронов
В течение длительного времени астроциты считались опорными клетками нейронов, обеспечивающими их питание и физическую поддержку. Последние исследования привели к созданию модели трехстороннего синапса (пресинаптический нейрон, астроцит, постсинаптический нейрон). Астроциты способны выделять нейромедиаторы АТФ, ГАМК, серин и другие. Это позволяет им напрямую участвовать в процессе передачи и обработке информации в нервной ткани.